# Tagab (Badachschan)
Tagab ist ein Distrikt der afghanischen Provinz Badachschan. Die Fläche beträgt 1.401 Quadratkilometer und die Einwohnerzahl 32.870 (Stand: 2022).
Der Distrikt grenzt im Norden an die badachschanischen Distrikte Keshem und Tashkan, im Osten an den badachschanischen Distrikt Yamgan, im Süden an den badachschanischen Distrikt Kuran va Munjan und an die afghanische Provinz Tachar. Er entstand im Jahr 2005 durch Abspaltung vom Distrikt Feyzabad.